# Stanisława Walasiewicz
Stanisława Walasiewicz, luego Stella Walsh (Wierzchownia, Zarato de Polonia, Imperio ruso, 3 de abril de 1911 - Cleveland, Ohio, 4 de diciembre de 1980) fue una atleta polaca y más tarde nacionalizada estadounidense que fue campeona olímpica de los 100 metros en los Juegos Olímpicos de Los Ángeles 1932 y subcampeona en los de Berlín 1936. 

## Biografía
Cuando era muy pequeña, sus padres decidieron emigrar a Estados Unidos huyendo de la pobreza, y se establecieron en Cleveland, Ohio, donde había una amplia comunidad de inmigrantes polacos. Sin embargo Stella no conseguiría la ciudadanía estadounidense hasta muchos años más tarde, en 1947.
Inicialmente la llamaban por el diminutivo Stasia, y posteriormente su nombre se americanizó en Stella Walsh. Ya en su adolescencia empezó a destacar en el atletismo, en pruebas de velocidad, saltos y lanzamientos.
En 1930, cuando contaba 19 años, se proclamó campeona de EE. UU. en las pruebas de 100 yardas, 220 yardas y salto de longitud. En aquella época se permitía participar en los campeonatos de EE. UU. a atletas de otras nacionalidades, y por eso pudo participar.
Ese mismo año se convirtió en la primera mujer en la historia que superaba la barrera de los seis metros en salto de longitud con 6'02, lo que hizo en Cleveland.
La competición más importante de su vida fueron los Juegos Olímpicos de Los Ángeles 1932, adonde acudió representando a su país de origen, Polonia, debido a las dificualtades para conseguir la nacionalidad estadounidense. En Los Ángeles logró la victoria en los 100 metros lisos con 11'9, igualando el récord mundial de la noruega Tollien Schurman. También fue sexta en la prueba de lanzamiento de disco
Tras los Juegos fue recibida en Polonia como una heroína nacional. Miles de personas le dieron la bienvenida en el puerto de Gdynia, donde arribó el barco con los deportistas polacos, y recibió varias distinciones.
En 1933 batió en Poznan el récord mundial de los 100 metros con 11'8, marca que igualaría pocos días después en Varsovia. Al año siguiente logró mejorar su récord hasta 11,6 en la misma ciudad, aunque el récord no fue homologado.
En 1935 logró en Varsovia el récord mundial de los 200 metros con 23'6, siendo la primera mujer en la historia que bajaba de 24 segundos. Este récord se mantendría vigente durante 17 años, hasta que fue batido por la australiana Marjorie Jackson en los Juegos Olímpicos de Helsinki 1952.
Acudió a los Juegos Olímpicos de Berlín 1936, de nuevo representando a Polonia, e intentó defender su título de cuatro años antes. Sin embargo en la final de 100 metros fue vencida por la estadounidense Helen Stephens, y tuvo que conformarse con la plata.
Irónicamente, en estos Juegos la ganadora Helen Stephens se tuvo que enfrentar a las sospechas sobre su identidad sexual, hasta el punto de que aceptó someterse a un "examen ocular" para demostrar que realmente era una mujer.
Su última gran competición internacional fueron los Campeonatos de Europa de París 1938, donde fue la gran estrella ganando los 100 y los 200 metros, además de ser segunda en salto de longitud y en relevos 4×100 metros.
La Segunda Guerra Mundial hizo que se suspendieran los siguientes Juegos Olímpicos en 1940 y 1944. Sin embargo, Stella Walsh siguió compitiendo hasta pasados los 40 años, aunque ya sólo en eventos deportivos internos de los EE. UU. En 1954, ya con 44 años cumplidos, ganó el título nacional de pentatlón.
A lo largo de su carrera deportiva ganó 41 títulos de campeona de EE. UU., 27 de ellos al aire libre, en pruebas de velocidad, salto de longitud, lanzamiento de disco y pentatlón.
Vivió en Cleveland el resto de su vida. Se casó con el boxeador Neil Olson, aunque el matrimonio no duró mucho. Pese a todo, conservaría el apellido Olson. Tras su retirada siguió vinculada al deporte a través de varias asociaciones deportivas, donde organizaba competiciones y ayudaba a promocionar el deporte entre los jóvenes, principalmente entre la comunidad polaca. En 1975 fue incluida en el Salón de la Fama del atletismo estadounidense.
El 4 de diciembre de 1980, cuando tenía 69 años, murió de un disparo durante un asalto a mano armada en un supermercado de Cleveland. Su caso saltó a las páginas de los periódicos, cuando la autopsia reveló que en realidad era una persona intersexual.
Stella Walsh fue la primera mujer en bajar simultáneamente de 12 segundos en los 100 metros y de 24 segundos en los 200 metros. A lo largo de su carrera batió o igualó hasta 17 récords mundiales.

## Resultados
| Año  | Competición          | Lugar                | Puesto                                                                                                   | Marca                     |
| ---- | -------------------- | -------------------- | --- | ------------------------- |
| 1932 | Juegos Olímpicos     | Los Ángeles, EE. UU. | 1º en 100 metros 6ª en lanz. de disco                                                                    | 11,9 33'60                |
| 1936 | Juegos Olímpicos     | Berlín, Alemania     | 2.ª en 100 metros                                                                                        | 11,7                      |
| 1938 | Campeonato de Europa | París, Francia       | 1.ª en 100 metros 1.ª en 200 metros 2.ª en 4 × 100 metros 2.ª en s. de longitud 6.ª en lanz. de jabalina | 11,9 23,8 48,3 5'81 33'33 |

## Marcas personales
- 100 metros - 11,6 (Czeladz, 1936)
- 200 metros - 23,6 (Varsovia, 1935)
- 800 metros - 2:18,2 (Poznan, 1933)
- Salto de longitud - 6,09 (Worcester, 1937)
- Lanzamiento de disco - 38'99 (Cornwall, 1930)
- Lanzamiento de jabalina - 38'94 (Graudziadz, 1938)